# Oratorio di Sant'Eurosia
L'oratorio di Sant'Eurosia si trova a Marsure di Sopra nel comune di Povoletto (UD), lungo la roggia Cividina, ed è la cappella gentilizia della Villa Zanardi Landi.

## Storia
Nel 1698 la famiglia Alpruni di Borgovalsugana, rappresentanti della potente ditta commerciale Arrigoni, dopo aver acquistato terreni e fabbricati lungo la Roggia Cividina e dopo aver costruito la villa, furono autorizzati a costruire un piccolo oratorio. Venne dedicato a sant'Eurosia, protettrice dei frutti della terra contro tempeste, fulmini e grandinate; il culto sembra portato in Italia dai soldati spagnoli. In seguito la villa con l'oratorio divenne proprietà della famiglia Lampertico che ristrutturò gli edifici. Ai Lampertico subentrarono nel 1880 i marchesi Mangilli, mentre attualmente ne è proprietaria la famiglia Zanardi-Landi.

## Descrizione
La facciata dell'oratorio è rivolta a levante con accesso sulla strada comunale ed è sormontata da una monofora campanaria in pietre lavorate. La costruzione non presenta presbiterio distinto, e la sagrestia è esterna, dietro l'edificio, bassa e aggiunta posteriormente. Sulle pareti interne sono appesi i quadretti della Via Crucis, mentre in basso, a ridosso dei muri, sono disposti sedili lignei finemente lavorati ad intaglio; anche gli schienali mostrano lavori analoghi, anche se più semplici. L'altare è di marmo bianco con la statua della Madonna a destra e l'arcangelo Gabriele a sinistra, anch'esse di marmo bianco.